# Berlin/Brandenburg nagyvárosi régió
A Berlin/Brandenburg régió (németül: Metropolregion Berlin/Brandenburg) egyike Németország 11 régiójának. Területe egybeesik Berlinnel és annak Brandenburg államban található agglomerációjával (vonzáskörzetével).

## Földrajz
A régióban két tartományi főváros található; Berlin és Potsdam (Brandenburg állam székhelye) valamint 67 egyéb település. Ezek a települések járásokra (Landkreis) bontva az alábbiak (a városok (v) jellel jelölve)
- Barnim: Ahrensfelde, Bernau(v), Panketal, Rüdnitz, Wandlitz, Werneuchen(v).
- Dahme-Spreewald: Bestensee, Eichwalde, Heidesee, Königs Wusterhausen(v), Mittenwalde(v), Schönefeld, Schulzendorf, Wildau, Zeuthen.
- Havelland: Brieselang, Dallgow-Döberitz, Falkensee(v), Ketzin(v), Nauen(v), Paulinenaue, Pessin, Retzow, Schönwalde-Glien, Wustermark.
- Märkisch-Oderland: Altlandsberg(v), Fredersdorf-Vogelsdorf, Hoppegarten, Neuenhagen bei Berlin, Petershagen/Eggersdorf, Rüdersdorf bei Berlin, Strausberg(v).
- Oberhavel: Birkenwerder, Glienicke/Nordbahn, Hennigsdorf(v), Hohen Neuendorf(v), Kremmen(v), Leegebruch, Mühlenbecker Land, Oranienburg(v), Velten.
- Oder-Spree: Erkner(v), Fürstenwalde/Spree(v), Gosen-Neu Zittau, Grünheide, Langewahl, Rauen, Schöneiche bei Berlin,  Spreenhagen, Woltersdorf
- Potsdam-Mittelmark: Beelitz(v), Borkheide, Groß Kreutz, Kleinmachnow, Michendorf, Nuthetal, Schwielowsee, Seddiner See, Stahnsdorf, Teltow(v), Werder(v).
- Teltow-Fläming: Blankenfelde-Mahlow, Großbeeren, Ludwigsfelde(v), Rangsdorf, Trebbin(v), Zossen(v).

## Közigazgatás

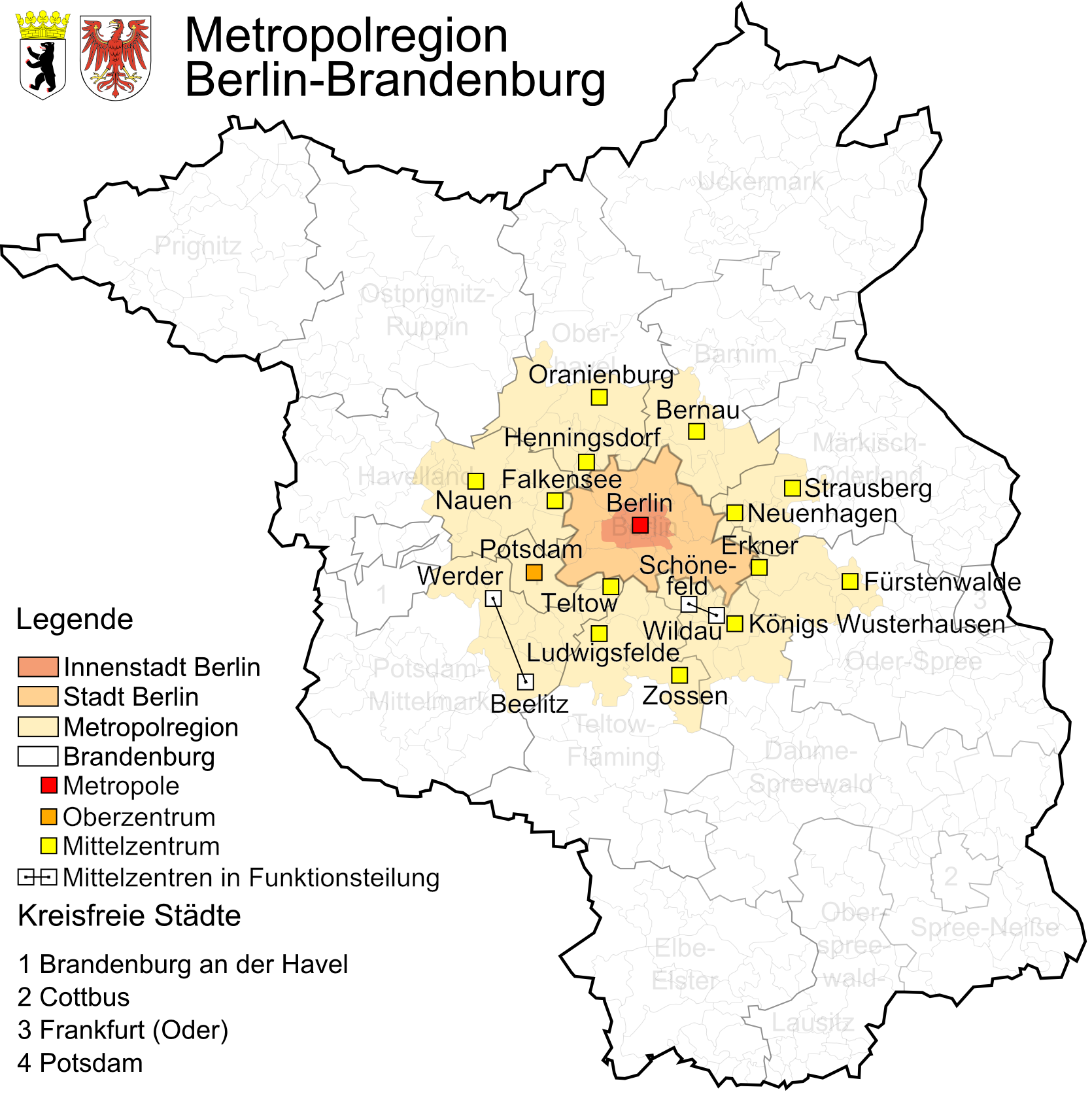
A régió térképe, rajta a központokkal

A régió 19 központra (Zentralörtliche Gliederung) tagolódik, melyeket a település mérete alapján osztanak fel egy metropoliszra (Metropole), egy „felső szintű” központra (Oberzentrum) és 17 „közép szintű” központra (Mittelzentren).
Metropolisz
- Berlin

Oberzentrum
- Potsdam

Mittelzentren
- Bernau
- Strausberg
- Fürstenwalde
- Königs Wusterhausen
- Ludwigsfelde
- Nauen
- Oranienburg
- Erkner
- Neuenhagen
- Zossen
- Teltow
- Falkensee
- Hennigsdorf
- Wildau és Schönefeld (együtt)
- Werder és Beelitz (együtt)

## Demográfia

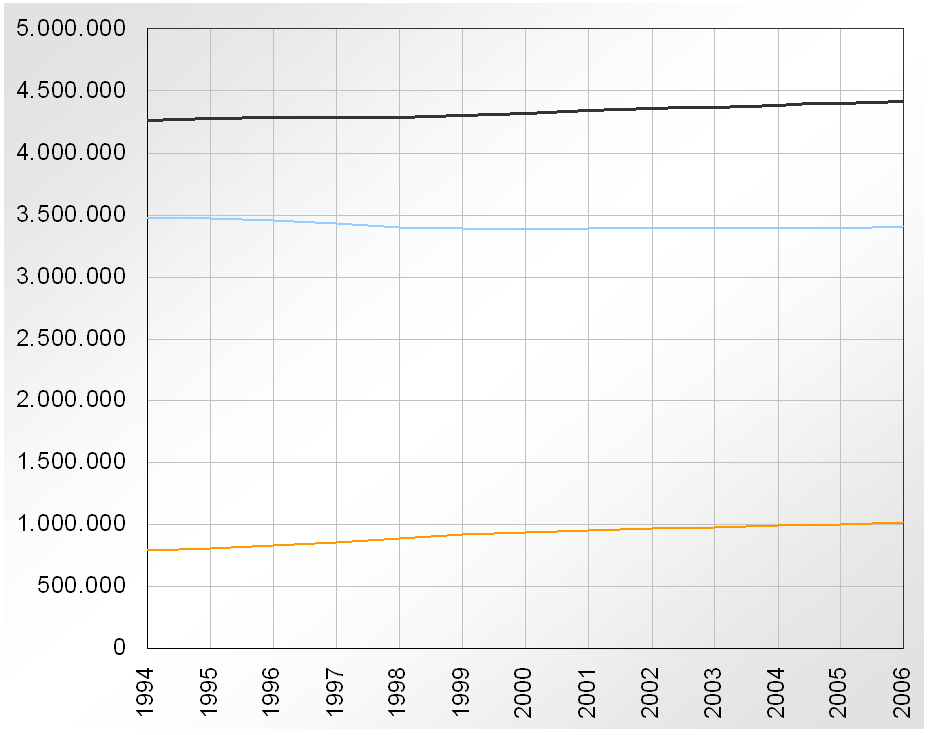
A népességszám alakulása 1994-2006 között.
██ = összlakosság
██ = Berlin
██ = Brandenburg

Németország régióinak térképe, rajta szürkével (jobbra fent) a Berlin/Brandenburg Régió

A régió népessége leginkább Berlinben és Potsdamban koncentrálódik, utánuk csak pár tízezres, vagy még annál is kisebb települések vannak A 15ezer fősnél nagyobb települések a következők:
1. Berlin (3,439,100)
2. Potsdam (154,606)
3. Oranienburg (41,590)
4. Falkensee (40,179)
5. Bernau (36,154)
6. Königs Wusterhausen (33,762)
7. Fürstenwalde (32,576)
8. Strausberg (26,221)
9. Hennigsdorf (25,900)
10. Blankenfelde-Mahlow (25,818)
11. Hohen Neuendorf (24,139)
12. Ludwigsfelde (23,992)
13. Werder (23,004)
14. Teltow (21,904)
15. Wandlitz (21,530)
16. Kleinmachnow (19,589)
17. Panketal (19,179)
18. Zossen (17,590)
19. Neuenhagen (16,755)
20. Hoppegarten (16,684)
21. Nauen (16,523)
22. Rüdersdorf (15,344)